# دانيال يانسون
دانيال يانسون هو منافس ألعاب قوى بلجيكي، ولد في 2 ديسمبر 1925.

## وصلات خارجية
- دانيال يانسون على موقع أوليمبيديا (الإنجليزية)